# Thomas Godfrey
Thomas Godfrey (diciembre de 1704-diciembre de 1749) fue un oculista e inventor, nacido en las colonias americanas, quien alrededor de 1730 inventó el octante. Aproximadamente para la misma época un inglés, John Hadley, también inventó una versión del octante, independiente al de Godfrey.
Godfrey nació en la granja de su familia en Bristol Township, cerca de Germantown, Pennsylvania.
Benjamin Franklin describe a Godfrey extensamente en su autobiografía, refiriéndose a él como un "Gran Matemático" quien sin embargo, "no era una compañía agradable", pues demandaba "precisión Universal en todo lo que se decía" en cualquier conversación.